# Charles Xavier Thomas
Charles Xavier Thomas (hay còn gọi là Charles Xavier Thomas de Colmar) là nhà phát minh người Pháp. Năm 1829, ông phát minh ra một cỗ máy có đĩa số và cần điều khiển có thể thực hiện các phép tính cộng, trừ, nhân và chia. Máy tính cơ khí này được sử dụng rộng rãi cho đến Chiến tranh thế giới thứ nhất.